# Teruaki Kobayashi
Teruaki Kobayashi (小林 久晃?, Kobayashi Teruaki; Tōkai, 20 giugno 1979) è un ex calciatore giapponese, di ruolo difensore.

## Carriera
Cresciuto nella selezione calcistica della Komazawa University, viene ingaggiato nel 2002 dal JEF United Ichihara Chiba, sodalizio con cui non giocherà alcun incontro ufficiale.
Nel 2003 passa al Montedio Yamagata, squadra che lascerà nel 2005 per giocare nel Vissel Kobe. Con la squadra di Kōbe gioca sino al 2010. 
Successivamente milita nel Ventforet Kofu e poi nel Sagan Tosu.
Nel 2016, Teruaki Kobayashi, annuncia il suo ritiro come calciatore.